# Раздол (Кировоградская область)
Раздол (укр. Роздол) — село в Голованевской поселковой общине Голованевского района Кировоградской области Украины.
Население по переписи 2001 года составляло 538 человек. Почтовый индекс — 26541. Телефонный код — 5252. Занимает площадь 2,482 км². Код КОАТУУ — 3521486301.